# یی‌لان (هئی‌لونگ‌جیانگ)
یی‌لان (به چینی: 依兰镇) یک شهرک و مرکز اداری شهرستان یی‌لان می‌باشد که در تابعیت شهر هاربین، استان هئی‌لونگ‌جیانگ واقع شده است. یی‌لان ۹۶ متر بالاتر از سطح دریا واقع شده‌است.